# تشيلسي كريسب
تشيلسي كريسب (بالإنجليزية: Chelsey Crisp)‏ هي منتجة أفلام وكاتبة سيناريو ومنتجة تلفزيونية وممثلة أمريكية، ولدت في 5 يونيو 1983 في فينيكس في الولايات المتحدة.

## وصلات خارجية
- الموقع الرسمي
- تشيلسي كريسب على موقع IMDb (الإنجليزية)
- تشيلسي كريسب على موقع ألو سيني (الفرنسية)
- تشيلسي كريسب على موقع قاعدة بيانات الفيلم (الإنجليزية)